# Königs operation
Königs operation är ett ingrepp som kan utföras på personer med nageltrång. Operationen sker under lokalbedövning och kan därför genomföras på de flesta vårdcentraler eller hos privata specialister.
Den del av nageln som växer in i huden skärs helt ned till dess rot. För att nagelbiten inte ska växa tillbaka och orsaka nageltrång igen behöver nagelmatrix förstöras. Nagelmatrix sitter i roten av nageln och är den del som skapar ny nagelvävnad.  
I Sverige varierar metoden beroende på vårdcentralens rutiner samt vilken metod läkaren är van vid. Nagelmatrix kan antingen förstöras mekaniskt med en så kallad kurett, eller kemiskt med den frätande syran fenol. En kurett är ett kirurgiskt instrument som liknar en sked, och används för att skrapa upp vävnad. Kemisk König, det vill säga förstöring av nagelmatrix med fenol är vanligast i Sverige, och ger dessutom minst risk för att nagelbiten växer tillbaka. Vid behov skärs även en del infekterad hud, med eller utan svallkött, bort. 
Ingreppet kräver lokalbedövning. Den rekommenderade metoden är ledningsanestesi, vilket innebär att bedövningsmedlet (oftast lidokain med eller utan adrenalin) injiceras i stortåns rot samtidigt som blodflödet till tån begränsas med ett gummiband. Fördelen med ledningsanestesi är att bedövningen håller i under längre tid och att det inte blöder lika mycket. Mindre blod i operationsområdet innebär att fenollösningen inte späds ut, vilket gör att risken för återväxt av nagelbiten är mindre.